# Militärflugplatz Domna

i7
i11
i13
Der Militärflugplatz Domna (russisch аэродром Домна) dient der russischen Luftwaffe als Basis und liegt in der Region Transbaikalien, die ihrerseits an China und die Mongolei grenzt. Die Basis liegt 27 km südwestlich von Tschita und ist nach dem Dorf Domna und dem Fluss gleichen Namens benannt.

## Einheiten
- 733. Bombenfliegerregiment (733. BAP)[1]
- 120. Jagdfliegerregiment (120. IAP)[2]
- 125. Selbstständiges Gardeaufklärungsfliegerregiment (125. Gw ORAP)[3]
- 114. Bombenfliegerregiment (114. BAP)